# HMS Derwent (L83)
«Дервент» (L83) (англ. HMS Derwent (L83) — військовий корабель, ескортний міноносець типу «Хант» «III» підтипу Королівського військово-морського флоту Великої Британії за часів Другої світової війни.
«Дервент» закладений 29 грудня 1940 року на верфі компанії Vickers-Armstrongs, у Барроу-ін-Фернесі. 22 серпня 1941 року спущений на воду, а 24 квітня 1942 року увійшов до складу Королівських ВМС Великої Британії.
Ескортний міноносець брав активну участь у бойових діях на Середземному морі, а також супроводжував конвої в Атлантиці та Індійському океані.
19 березня 1943 року під час нальоту I./KG 54 та KG 77 на стоянці в порту Триполі, Лівія «Дервент» був торпедований німецьким Ju 88; унаслідок вибуху зазнав серйозних пошкоджень, більш ніколи не відновлювався. 1947 розібраний на брухт.
За проявлену мужність та стійкість у боях бойовий корабель нагороджений двома бойовими відзнаками.

## Історія
29 липня 1942 року есмінець «Дервент» разом з іншими ескортними міноносцями типу «Хант» вийшов з Клайда до Гібралтару, де включений до складу ескорту надскладного і стратегічно важливого конвою WS 21S з Гібралтару на Мальту.
На початку серпня 1942 року есмінець активно діяв у супроводі сумнозвісного конвою WS 21S, який йшов з Гібралтару до обложеної Мальти. До складу ескортної групи конвою під командуванням віцеадмірала Едварда Сіфрета входили 2 лінкори, 4 ескадрених авіаносці, 7 крейсерів і 32 есмінці. Ескортне з'єднання вважалося найпотужнішим за всю війну, що виділялося на супровід конвою. Британське адміралтейство повністю усвідомлювало, що доля острова залежить від того, скільки транспортів добереться до острова. Особливо важливим був американський танкер «Огайо», зафрахтований міністерством військових перевезень і укомплектований британською командою.
Під час проведення конвою WS 21S під постійними атаками німецьких та італійських кораблів, підводних човнів, торпедоносців та бомбардувальників конвой втратив один авіаносець, 2 легкі крейсери, ескадрений міноносець та дев'ять торговельних суден з чотирнадцяти. Ще 1 авіаносець і 2 легкі крейсери були пошкоджені внаслідок безперервних нападів.